# Spring Lake (Carolina del Nord)
Spring Lake è una città degli Stati Uniti d'America situata nella Carolina del Nord, nella Contea di Cumberland.